# Словник-довідник з релігієзнавства
«Словник-довідник з релігієзнавства» — наукове видання. Автор — Шевченко Валентина Миколаївна. Вийшло 2004 року тиражем 5000 примірником обсягом 560 сторінок у видавництві «Наукова думка» в серії «Словники України». ISBN 966-00-0757-4
Словник містить близько 3 тисяч статей, які розкривають зміст основних понять релігієзнавства і дають можливість читачеві проаналізувати сутність традиційних та нетрадиційних релігійних напрямів, а також релігійно-філософських учень у минулому й сучасності.
Додаток містить перелік найпоширеніших абревіатур релігійної сфери, українсько-російський та російсько-український словники реєстрових слів основного тексту, народні прикмети, пов'язані з православними церковними святами.